# Lenindistrict

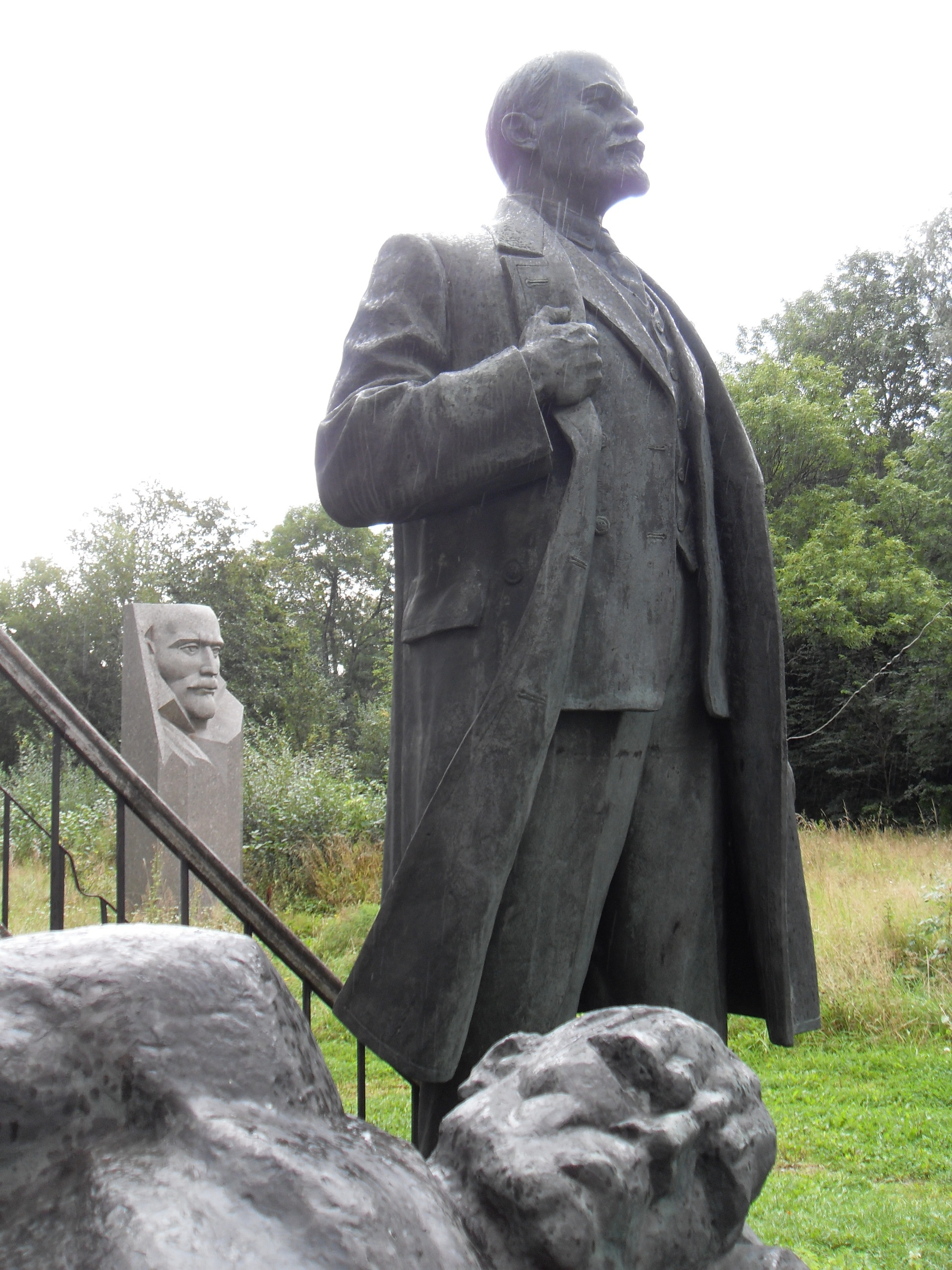
Standbeeld van Lenin in de tuin van het Museum voor Estische Geschiedenis in Tallinn

Het Lenindistrict (Estisch: Lenini rajoon) was tussen 1974 en 1991 een stadsdistrict van Tallinn, de hoofdstad van Estland. Het was vernoemd naar Vladimir Lenin, die tussen 1917 en 1924 de eerste leider van de Sovjet-Unie was. Estland was in 1940 door de Sovjet-Unie bezet en als Estische Socialistische Sovjetrepubliek ingelijfd.
Tallinn was lang niet de enige stad in de Sovjet-Unie die een Lenindistrict had. Er was bijvoorbeeld ook een Lenindistrict in Irkoetsk, Krasnojarsk, Minsk, Novosibirsk en Vladivostok. Ook een aantal oblasten had een rajon met de naam Leninrajon of Lenindistrict (Russisch: Ле́нинский райо́н), bijvoorbeeld de oblast Moskou en de oblast Wolgograd. De meeste Lenindistricten, bijvoorbeeld dat van Minsk, bestaan nog steeds.
De indeling van Tallinn in districten en ook de grenzen van de districten veranderden nogal eens in de jaren 1948-1974. Vanaf 1974 waren er vier districten. Behalve het Lenindistrict waren dat het Kalinindistrict (dat later werd gesplitst in de stadsdistricten Põhja-Tallinn en Haabersti), het Oktoberdistrict (nu Mustamäe en Kristiine) en het Zeedistrict (Estisch: Mererajoon, nu Pirita en Lasnamäe). Tussen 1956 en 1974 heette het Lenindistrict Keskrajoon (Centrumdistrict).
In 1991, toen Estland zijn onafhankelijkheid had hersteld, werd het Lenindistrict herdoopt in Lõunarajoon (Zuidelijk district). Ook de andere districten kregen een andere naam. In 1993 werd het district opgesplitst in de stadsdistricten Nõmme en Kesklinn (het stadscentrum).
Ook de naam Lenini puiestee (Leninstraat) verdween in 1991. Een deel van de straat heet nu Rävala puiestee, een ander deel Kaubamaja tänav.
Zie Stadsdistricten van Tallinn voor de huidige bestuurlijke indeling van Tallinn.

## De Lenin van Tallinn
Op het pleintje voor het kantoor van de Estische Communistische Partij aan de Leninstraat in het Lenindistrict stond een standbeeld van Lenin. Op 23 augustus 1991 is het standbeeld weggehaald (en daarbij zwaar beschadigd). Het plein ligt nu in de wijk Sibulaküla van het stadsdistrict Kesklinn en heet Islandi väljak (‘IJslandplein’); het kantoor van de communistische partij is sinds 1992 het ministerie van Buitenlandse Zaken.
De Lenin van Tallinn staat nu, zonder hoofd en rechterhand, in de tuin van het Museum voor Moderne Kunst in Pärnu. Het beeld is omgebouwd tot modern kunstwerk onder de naam ‘Vaarwel, twintigste eeuw’.
Naast een aantal borstbeelden van Lenin heeft Tallinn in de tuin van het Museum voor Estische Geschiedenis in de wijk Kadriorg nog een gaaf, vier meter hoog beeld van Lenin staan. Het beeld stond vroeger in Tartu.